# Marcin Cieślak (pływak)
Marcin Cieślak (ur. 7 kwietnia 1992 w Warszawie) – polski pływak, wielokrotny Mistrz Polski juniorów i seniorów, brązowy medalista pierwszych w historii Letnich Igrzysk Olimpijskich Młodzieży Singapur 2010, trzykrotny Mistrz Europy Juniorów (Praga 2009, Helsinki 2010), dwukrotny indywidualny Mistrz Amerykańskich Akademickich Mistrzostw Pływackich Pierwszej Dywizji NCAA w 2014 r. (na 200 y stylem zmiennym, na 100 y stylem motylkowym) i wielokrotny wicemistrz tych mistrzostw w latach 2011–2014, finalista Mistrzostw Świata na długim basenie (Kazań 2015), finalista Mistrzostw Świata na krótkim basenie (Dubaj 2010, Doha 2014), finalista Mistrzostw Europy na długim basenie (Budapeszt 2010, Berlin 2014), zdobywca brązowego medalu (100 m stylem motylkowym), srebrnego medalu (sztafeta 4 × 50 m stylem dowolnym) i finalista na Mistrzostwach Europy na krótkim basenie (Glasgow 2019, Netanja 2015), uczestnik XXX Letnich Igrzysk Olimpijskich Londyn 2012.
Rekordzista Polski na 200 m stylem zmiennym (basen 50 m), czas 1:58,14 (06.08.2015 Kazań MŚ) i na 50 m stylem motylkowym (basen 25 m), czas 22,56 (07.12.2019 Glasgow ME)
Reprezentuje Polskę i warszawski klub sportowy G-8 Bielany. Pływanie rozpoczął w wieku 8 lat, w uczniowskim klubie BUKS w Warszawie, gdzie trenował pod okiem trenerów Andrzeja Rodkiewicza i Wojciecha Rodkiewicza do ukończenia gimnazjum. Od września 2007 r. do czerwca 2010 r. trenował w Szkole Mistrzostwa Sportowego w Krakowie, a jego trenerem była Maria Jakóbik. Tam również zdał maturę w XXXVIII LO.
W grudniu 2010 r. rozpoczął studia na wydziale Business na University of Florida w Gainesville, w Stanach Zjednoczonych, gdzie równolegle trenował pływanie w uniwersyteckiej drużynie Gators. W lutym 2015 r. otrzymał nagrodę Ben Hill Griffin Award dla najlepszego sportowca uniwersytetu w roku 2014.
Jest specjalistą od stylu motylkowego i stylu zmiennego. Od grudnia 2010 r. do maja 2016 r. jego trenerem był Gregg Troy. W grudniu 2015 r. Marcin Cieślak ukończył studia na University of Florida, na wydziale Business, ze specjalnościami Finanse i Ekonomia Przedsiębiorstw, otrzymując stopień bakałarza (B.Sc.) W 2015 r. Marcin Cieślak z grupą pływaków, absolwentów University of Florida założył w Stanach Zjednoczonych firmę startup’ową Phlex, która zajmuje się innowacyjnymi technologiami wspomagającymi trening pływacki. W 2018 r. Marcin Cieślak wraz z Pawłem Korzeniowskim założyli Akademię Pływania 5Styl. Po trzyletniej przerwie Marcin Cieślak powrócił do pływania w 2019 r.

## Wyniki i osiągnięcia

### Letnie Igrzyska Olimpijskie

#### Londyn 2012
- 200 metrów stylem motylkowym
  - Eliminacje – 19. miejsce
- 200 metrów stylem zmiennym
  - Eliminacje – 19. miejsce

### Mistrzostwa Świata (basen 50 m)

#### Kazań 2015
- 200 metrów stylem zmiennym
  - Finał – 6. miejsce

#### Szanghaj 2011
- 200 metrów stylem motylkowym
  - Półfinał – 11. miejsce
- 200 metrów stylem zmiennym
  - Półfinał – 16. miejsce

### Mistrzostwa Świata (basen 25 m)

#### Doha 2014
- 200 metrów stylem zmiennym
  - Finał – 6. miejsce
- 100 metrów stylem zmiennym
  - Finał – 8. miejsce

#### Dubaj 2010
- 200 metrów stylem motylkowym
  - Finał – 6. miejsce

### Mistrzostwa Europy (basen 50 m)

#### Londyn 2016
- 200 metrów stylem zmiennym
  - Eliminacje – 19. miejsce

#### Berlin 2014
- 200 metrów stylem zmiennym
  - Finał – 7. miejsce
- 100 metrów stylem motylkowym
  - Eliminacje – 15. miejsce

#### Budapeszt 2010
- 200 metrów stylem motylkowym
  - Finał – 5. miejsce

### Mistrzostwa Europy (basen 25 m)

#### Glasgow 2019
- 100 metrów stylem motylkowym –  Brąz
- sztafeta 4 × 50 m stylem dowolnym –  Srebro
- 50 metrów stylem motylkowym
  - Finał – 6. miejsce

#### Netanja 2015
- 100 metrów stylem zmiennym
  - Finał – 4. miejsce
- 200 metrów stylem zmiennym
  - Eliminacje – 10. miejsce

### Letnie Igrzyska Olimpijskie Młodzieży

#### Singapur 2010
- 100 metrów stylem motylkowym
  - Finał – 4. miejsce
- 200 metrów stylem motylkowym –  Brąz

### Mistrzostwa Europy Juniorów

#### Helsinki 2010
- 100 metrów stylem motylkowym –  Złoto
- 200 metrów stylem motylkowym –  Srebro

#### Praga 2009
- 100 metrów stylem motylkowym –  Złoto
- 200 metrów stylem motylkowym –  Złoto